# Großer Conti-Straßenpreis
Das Rennen Großer Conti-Straßenpreis war ein deutscher Wettbewerb im Straßenradsport, der als Eintagesrennen in Niedersachsen veranstaltet wurde.

## Geschichte
Der Große Conti-Straßenpreis (auch Großer Continental-Straßenpreis) wurde 1949 begründet. Namensgeber und Sponsor des Rennens war die Reifenfirma Continental AG aus Hannover. Ab 1952 trug das Rennen den Zusatz Ernst-Fellinger-Gedenkrennen zu Ehren des früheren Generaldirektors der Conti Werke. In den 1950er Jahren war das Rennen vom Bund Deutscher Radfahrer als Auswahlrennen zur Bildung der Nationalmannschaft ausgeschrieben.
Die Strecke variierte in den Jahren der Austragung mehrfach. Sie führte zum Teil von Herford zum Ziel nach Hannover, von Hannover nach Herford und zurück, von Hannover zum Harz und zurück. Das Ziel befand sich in allen Rennen am Maschsee.
1954 fand das Rennen als 2-Etappenfahrt Hannover–Korbach–Hannover über 458 Kilometer statt. Etappensieger wurden Paul Maue und Hennes Junkermann. Das Rennen hatte 19 Austragungen, nur zweimal konnten ausländische Fahrer in Hannover gewinnen. Am Start waren mehrfach Nationalmannschaften aus Dänemark, der DDR, Österreich, Belgien, den Niederlanden und der Schweiz.
Parallel fand in einigen Jahren auch ein Radballturnier als Großer Conti-Preis statt.

## Palmarès
- 1949  Willi Thiele (Berlin)
- 1950  Schneel (Kassel)
- 1951  Wolfgang Grupe (Hannover)
- 1952  Oscar Zeissner (Schweinfurt)
- 1953  Frans Stevens (Niederlande)
- 1954  Gustav-Adolf Schur (DDR)
- 1955  Walter Becker (Schweinfurt)
- 1956  Edi Ziegler (Schweinfurt)
- 1957  Hory Materne (Berlin)
- 1958  Wolf-Jürgen Edler (Berlin)
- 1959  Karl-Heinz Lippeck (Aachen)
- 1960  Karl-Heinz Lippeck (Aachen)
- 1961  Wolfgang Schulze (Berlin)
- 1962  Günter Tüller (Velbert)
- 1963  Werner Limbach (Verden)
- 1964  Wilfried Peffgen (Köln)
- 1965  Klaus Schützeberg (Berlin)
- 1966  Lars Lander (Dänemark)
- 1967 nicht ausgetragen
- 1968  Michael Becker (Berlin)